# Juan Panero
Juan Panero Torbado, més conegut com a Juan Panero, (Astorga, 1908 - Astorga, 7 d'agost de 1937) va ser un poeta astorgà. Fou el germà gran del també poeta Leopoldo Panero. Els temes de la seva obra sovint són de temàtica mística i amorosa, el seu estil es caracteritza pel classicisme i l'ús de mètrica llarga. És autor de Cantos del ofrecimiento (1936) i Presentimiento de la ausencia (obra pòstuma, 1940). Morí el 7 d'agost de 1937 a causa d'un accident de tràfic mentre viatjava de León a Astorga.

## Estil
La temàtica sobre les quals gira la poesia de Juan Panero segueix el binomi "amor-mort". El paisatge castellà pul·lula pels seus textos, però no en forma toponímica, sinó amb ple sentiment. L'emotivitat idealista amb que el poeta aborda el tema amorós va associada al recolliment i la solitud d'elevades mires; la realitat immediata se li queda petita.